# Sonikov film 2
Sonikov film 2 (engl. Sonic the Hedgehog 2, jap. ソニック・ザ・ムービー／ソニック VS ナックルズ) akciono-pustolovni je igrani crtani film napravljen na temelju Segine franšize videoigara Sonic the Hedgehog u režiji Džef Faulera sa scenarijem Pet Kejsi, Džoš Miler i Džon Vitington. Nastavak je Sonikov filma (2020). U glavnim ulogama su: Ben Švarc, Kolin O'Šonesi, Idris Elba, Džejms Marsden, Tika Sampter, Nataša Rotvel, Adam Pali, Šemar Mur i Džim Keri. Radnja filma prati Sonikov i njegovog prijatelja Tejls, koji pokušavaju zaštititi Master smaragd od Doktor Egmena i Naklsa.
Nakon uspjeha prvog filma su započeli planovi osnivanja filmskog serijala. Paramount Pictures najavio je film u maju 2020. Snimanje je bilo održano između marta i juna 2021. u Vankuveru i na Havajima. Paramount Pictures i Sega Sammy Holdings zakazali su film za kino-objavu u SAD-u 8. aprila 2022. U februaru 2022. Paramount je potvrdio da su u razvoju treći film i spin-off serija fokusirana na Knucklesa. Film je bio uspješan kritički i komercijalno, zaradivši 401,9 miliona dolara širom svijeta, što ga čini devetim najuspješnijim filmom 2022.

## Sinopsis
Omiljeni plavi jež na svetu se vraća u avanturi sledećeg nivoa u SONIKOVOM FILMU 2. Nakon što se nastanio u Grin Hilsu, Sonik je željan da dokaže da ima ono što je potrebno da bude pravi heroj. On je na testu kada se dr Robotnik vraća, ovog puta sa novim partnerom, Naklsom, u potrazi za smaragdom koji ima moć da uništi civilizacije. Sonik se udružuje sa svojim pomoćnikom Tejlsom, i zajedno kreću na putovanje planetom kako bi pronašli smaragd pre nego što padne u pogrešne ruke.

## Glumačka i glasovna postava

### Igrane uloge
- Džejms Marsden kao Tom Vahovski[9][10]
- Džim Keri kao Doktor Robotnik[11][12]
- Tika Sampter kao Medi Vahovski[13]

### Glasovne uloge
- Ben Švorc kao Jež Sonik[10]
- Kolin Ošansi kao Tejls[14]

### Likovi bez potvrđenih uloga
- Ehidna Nakls će se pojaviti u filmu. On je ozbiljna ali naivna ehidna koja može da lebdi i penje se po zidovima.[15]
- Randal, sporedni lik koji će samo da priča s igranim likovima, a ne sa Sonikom.[15]

## Produkcija
U aprilu 2020. je Marsden pokazao interes u nastavak prvog filma s nekim likovima iz videoigara, uključujući Tejlsa, koji se pojavio u sceni tokom zasluga prvog filma. Režiser Džef Fauler je također bio zainteresiran u nastavak koji prati prijateljstvo Sonika i Tejlsa i više razvija lik Doktor Egmena. Kasnije tokom tog mjeseca je Schwartz rekao da bi imalo više smisla da je Paramount Pictures najavio nastavak nakon pandemije COVID-a 19, ali je također rekao da je zainteresiran za nastavak u kojem se pojavljuje Tails i gdje je Robotnik prikazan kakav je u videoigrama. Kasnije tog mjeseca je scenarist Pat Casey rekao da se nastavak planira, samo ga Paramount još nije odobrio. Također je rekao da bi Carrey volio nositi debelo odijelo da izgleda sličnije Robotniku u videoigrama. Uz to je nagovijestio da bi se mogli pojaviti "Super Sonic" i smaragdi haosa iz videoigara te da bi volio uvesti likove Nakls i Emji Rouz. Činjenica da Knuckles postoji bila je nagoviještena pojavom plemena ehidna u prvom filmu.
Tokom maja iste godine je Paramount potvrdio da je nastavak Sonikov filma u razvoju i da se Fowler vrača kao režiser uz scenariste Caseyja i Millera. Nastavak će producirati Neal H. Mortiz, Toby Ascher i Toru Nakahara, koji su prethodno zajedno s Takeshi Itom koproducirali prvi film, dok će se Tim Miller, Hajime Satomi i Haruki Satomi vratiti iz prvog filma kao izvršni producenti.
U decembru je Fill Marc, stvaralac knjiga snimanja, potvrdio je da će se Tyson Hesse (koji je pomogao u redizajniranju Sonika u prvom filmu) vratiti. Naziv filma bio je potvrđen februara 2021. U maju je objavljen sinopsis radnje filma nakon što je Paramount predao patent katalogu Ureda za autorska prava SAD-a.
Film su inspirirale videoigre Sonic the Hedgehog 2 (1992) i 3 (1994), ali nije adaptacija ni jedne ni druge. Fowler je opisao film kao "kotao pretapanja" ideja iz nekoliko igara franšize.

### Kasting
Džim Keri je 27. januara 2020. izrazio interesovanje da glumi u nastavku, smatrajući da bi njegov lik, negativac Doktor Robotnik, mogao biti proširen u nastavku: "Ne bih imao ništa protiv da uradim još jedan jer je bilo toliko zabavno, prije svega, i pravi je izazov pokušati uvjeriti ljude da imam trocifreni IQ... Toliko je mjesta, znate, Robotnik nije dostigao svoju apoteozu." Dana 6. marta 2020. je James Marsden potvrdio da je potpisao ugovor za više nastavaka.
Tika Sumpter je 26. januara 2021. potvrdila da će ponoviti svoju ulogu Maddie Wachowski. U martu iste godine je bilo potvrđeno da će Schwartz (Sonic the Hedgehog) i Carrey (Doktor Robotnik) također ponoviti svoje uloge. Isti mjesec je Adam Pally potvrdio da će ponoviti svoju ulogu Wadea Whipplea. James Marsden je u aprilu 2021. potvrdio da ponavlja ulogu Toma Wachowskoga. Dana 16. juna 2021. bilo je potvrđeno da se Shemar Moore pridružio postavi u nepoznatoj ulozi. Dana 10. augusta 2021. najavljeno je da se Idris Elba pridružuje glasovnoj postavi u ulozi lika iz videoigara, Knuckles the Echidna. Isti mjesec je potvrđeno da će Natasha Rothwell ponoviti ulogu Rachel. Dana 29. septembra 2021. je potvrđeno da Lee Majdoub ponavlja ulogu Agenta Stonea. Colleen O'Shaughnessey je 7. decembra 2021. potvrdila da će ponoviti ulogu Milesa "Tailsa" Prowera iz videoigara.

### Snimanje
U decembru 2020. najavljeno je da je Creative BC Film Commission navela da će se produkcija filma odvijati od 15. marta do 10. maja 2021. pod radnim naslovom Emerald Hill, referencom na prvi nivo iz videoigre Sonic the Hedgehog 2. U januaru 2021. je Tika Sumpter potvrdila da će se film snimati u Vancouveru i na Havajima.
Glavno snimanje započelo je u Vancouveru 15. marta 2021. Brandon Trost bio je direktor snimanja. Kao način da pokaže svoju zahvalnost ekipi, Carrey je 7. maja održao tombolu kako bi poklonio Chevrolet Blazer; automobil je na kraju poklonjen scenskom inženjeru. Snimanje u Vancouveru je završilo 12. maja 2021. Snimanje na Havajima je završilo 25. juna 2021.

### Muzika
Dana 8. decembra 2021. bilo je najavljeno da će Tom Holkenborg, kompozitor prvog filma, također kompozirati ovaj film. Film je podržan singlom pod nazivom "Stars in the Sky" američkog muzičara Kida Cudija.

### Postprodukcija
Segine kompanije Moving Picture Company i Marza Animation Planet radili su na vizualnim efektima i animaciji nakon što su prethodno radili na prvom filmu. Uz njih je na vizualnim efektima radila kompanija DNEG. Dana 10. augusta 2021. bilo je najavljeno da je John Whittington koscenarist.

## Marketing
Poster bio je otkriven 7. decembra 2021. Sljedeći dan na dodjeli nagrada The Game Awards 2021 je prikazan foršpan. Dobio je izuzetno pozitivnu reakciju; Elba kao Knuckles privukao je dodatne pohvale. Recenzenti su primijetili razliku u reakciji u odnosu na prvi foršpan za prvi film koji je objavljen 30. aprila 2019.
Tokom sedmice prije Super Bowla, Paramount je objavio 4 TV spota koji prikazuju nove snimke i otkrivanje robota Death Egg. Posebni TV spot emitiran je tokom Super Bowla LVI 13. februara 2022. Na prvobitnom posteru kino-objave nije bilo O'Shaughnesseyjino ime, što je dovelo do negodovanja obožavaoca. Kasnije je uređen tako da sadrži njeno ime, kao i Sumpterino. Drugi i posljednji foršpan bio je objavljen 14. marta 2022. Uz to je još jedan plakat bio objavljen. Namjerno je dizajniran tako da izgleda slično sjevernoameričkoj ilustraciji na kutiji originalne videoigre Sonic the Hedgehog 2.
Paramount je potrošio manje od 18 miliona USD na televizijske spotove koji su promovirali film u SAD-u, koji su generirali 717 miliona prikaza.

## Objava
Film je objavio Paramount Pictures. Prvobitno je bio objavljen u kinima Francuske i Nizozemske 30. marta 2022. te u SAD-u 8. aprila 2022. Dana 14. marta, kada su ulaznice puštene u prodaju za Sjedinjene Države, projekcija ranog pristupa nazvana "događaj za obožavaoce" najavljen je za 6. april. 45 dana nakon objave filma u SAD-u slijedi objava na usluzi za streaming Paramount+. Paramount je 1. marta 2022. otkazao izdanje u Rusiji zbog ruske invazije na Ukrajinu.

## Prijem

### Blagajne
Do 14. aprila 2022. je film zaradio 85.2 miliona USD u SAD-u i Kanadi i 75.2 miliona USD međuanrodno, što je sveukupno 160.3 miliona USD.
U SAD-u i Kanadi je film bio objavljen uz Hitnu pomoć i šire izadnje filma Sve u isto vreme. Nekoliko dana prije objavljivanja, predviđalo se da će zaraditi najmanje 55 miliona USD u 4.232 kina tokom prvog vikenda. Izlazak filma, čija je ciljna publika osobe između 16 i 25 godina, poklopio se s početkom proljetnog raspusta u 15% K–12 škola. Film je zaradio 26,8 miliona USD tokom prvog dana, uključujući 6,25 miliona USD od pretpremijera u četvrtak navečer, što je duplo više od originalnog filma. Film je zaradio 72,1 miliona USD tokom svog trodnevnog početnog vikenda, znatno više od trodnevnog otvaranja originalnog filma (58 miliona USD), dok je također nadmašio Svemogućeg Brusa (68 miliona USD) i postao najviša trodnevna domaća premijera Jima Carreyja. Uz to je bilo i najveće trodnevno otvaranje Paramountovog filma od 2014. Šest miliona karata prodato je u SAD-u i Kanadi tokom prvog vikenda. Oborio je početni rekord za filmsku adaptaciju videoigre, koju je prethodno držao prvi dio. Muškarci su činili 61% publike tokom njegovog otvaranja, pri čemu su oni u dobi od 18 do 34 godine činili 46% prodaje ulaznica, a oni mlađi od 17 godina 32%. Etnički pregled publike pokazao je da su 38% bili Hispanoamerikanci i Latinoamerikanci, 29% bijelci, 20% Afroamerikanci i 13% Azijci ili drugi. Film je imao i najbolji početni vikend za dječji film tokom pandemije, sedmo najbolje otvaranje u aprilu svih vremena, drugo najbolje otvaranje početkom 2022. i peto najbolje otvaranje od 2020.
U međunarodnim regijama izvan Sjeverne Amerike, film se otvorio na 31 tržištu i zaradio 26,1 miliona USD tokom prvog vikenda, nadmašivši originalni film na ovim tržištima. U Francuskoj je film zaradio 1,2 miliona USD prvog dana prikazivanja, dostigavši prvo mjesto na top listama i nadmašivši zaradu prvog filma na dan premijere za 30%. Film je u svom drugom vikendu dodao 37 miliona USD. Do 10. aprila 2022. najveća tržišta filma uključuju Veliku Britaniju (14 miliona USD), Francusku (9 miliona), Meksiko (6,3 miliona), Australiju (5,4 miliona), Njemačku (3,8 miliona), Španiju (3,7 miliona), Brazil (3,4 miliona) i Italiju (1,7 miliona).

### Kritički prijem
Agregator recenzija Rotten Tomatoes prijavio je ocjenu 69% na osnovu 134 recenzije, s prosječnom ocjenom 6/10. Kritički konsenzus stranice glasi: "Nije toliko zabavno kao najbolje igre malog plavog, ali ako ste uživali u prvom filmu, nastavak je općenito prihvatljiv." Metacritic je filmu dodijelio prosječnu ocjenu od 47 od 100 na osnovu 31 kritičara, što ukazuje na "pomiješane ili prosječne kritike". Publika koju je anketirao CinemaScore dala je filmu prosječnu ocjenu "A" na skali od A+ do F (isto kao i prvom), dok je ona na PostTraku dala 87% pozitivnih ocjena, a 74% je reklo da bi ga definitivno preporučili. Kritičari su hvalili akcijske scene, izvedbe i humor, ali su kritikovali trajanje, scenarij i tempo.

## Budućnost
U februaru 2022. su Sega i Paramount potvrdili da su u razvoju Sonikov film 3 i spin-off serija o Knucklesu (s privremenim nazivom Sonic the Series). Serija Nakls trebala bi imati Elbu i biti objavljena 2023. na Paramountovoj usluzi za streaming Paramount+.
U aprilu 2022, nakon što je Carrey objavio da razmišlja o povlačenju iz glume, producenti Moritz i Ascher potvrdili su da njegova uloga doktora Robotnika neće biti preinačena ni u jednom nastavku ako nastavi sa svojim planovima za penzionisanje. Međutim, ostali su u nadi da bi mogli razviti dovoljno dobar scenarij da on nastavi ulogu.